# Emanuel van Croÿ

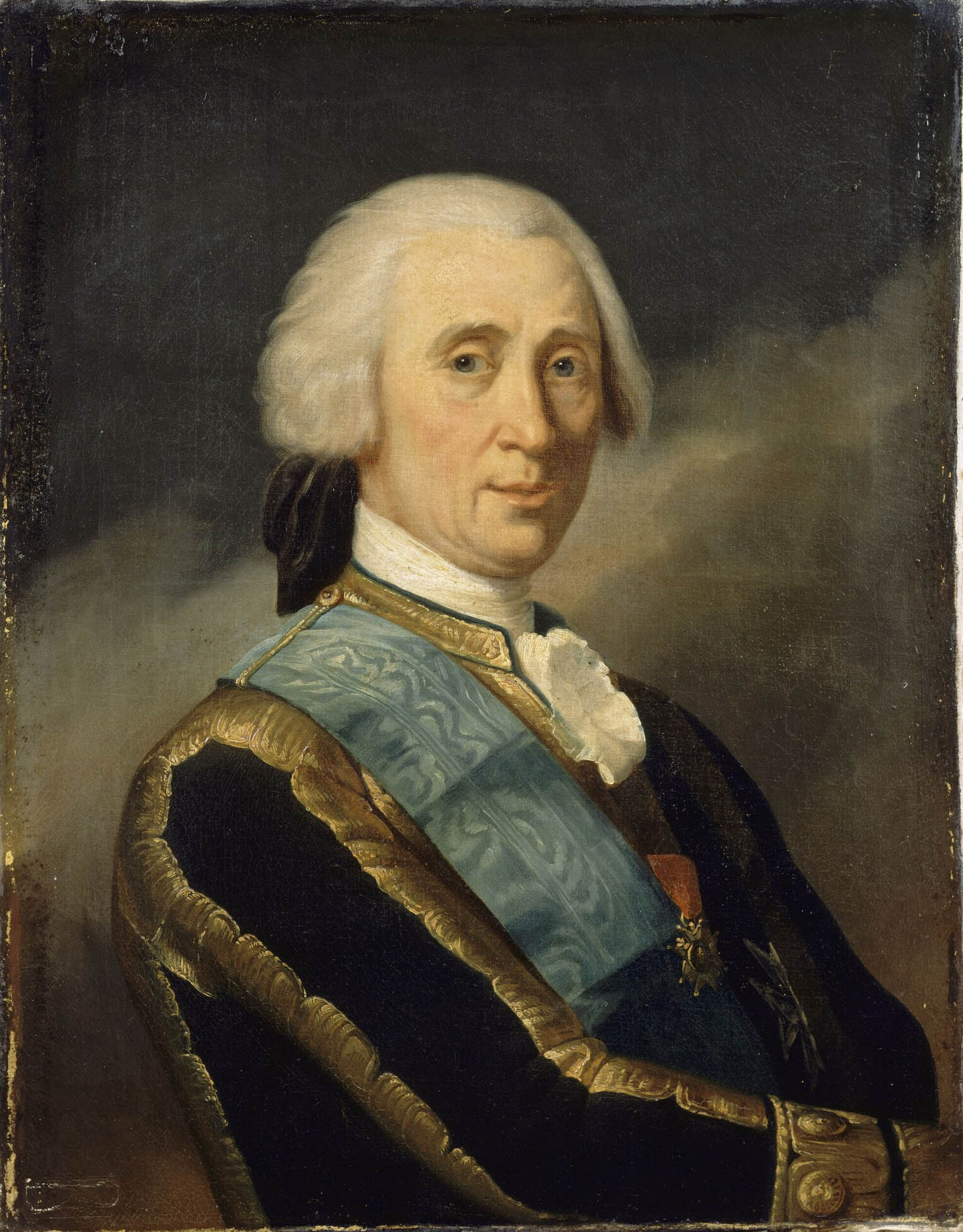
Emanuel van Croÿ met zijn onderscheidingen.

Emanuel van Croÿ, voluit Anne Emmanuel Ferdinand François, prins van Solre, 7de hertog van Croÿ (Condé-sur-l'Escaut, 23 juni 1718 - Parijs, 30 augustus 1784), was een Frans edelman uit het huis Croÿ en militair bevelhebber in de achttiende eeuw.

## Biografie
Hij was de enige zoon van Filips Alexander Emanuel van Croÿ (1676-1723), prins van Solre, en van Maria Margaretha (1681-1768), gravin van Millendonk. Hij was een telg van de tak Solre van het huis Croÿ, waarvan de leden prins van het Heilige Roomse Rijk waren. Door de annexaties onder Lodewijk XIV was deze familietak Frans geworden.
Op achttienjarige leeftijd begon hij zijn militaire carrière bij het korps van de musketiers van de koning en maakte promotie tijdens de Oostenrijkse Successieoorlog.
In 1753 kocht hij de baronie Blaton en hield zich bezig met steenkoolwinning. Na de aanslag van Robert François Damiens in 1757 werd hij belast met het onderzoek van diens antecedenten in Artesië.
Hij werd luitenant-generaal in 1759 en nam in 1760-1761 deel aan de veldtochten in Duitsland in het kader van de Zevenjarige Oorlog.
In 1767/68 erfde hij de titel hertog van Croÿ en werd hij de zevende van deze naam, na het uitsterven van de tak Croÿ-Rœulx. De titel werd bevestigd door koning Lodewijk XV.
Emanuel van Croÿ droeg het lint van de Orde van de Heilige Geest en was ridder in de Orde van de Heilige Lodewijk. In 1783 werd hij Maarschalk van Frankrijk.

## Huwelijk en kinderen
Emanuel trouwde in 1741 met Angélique Adélaide d'Harcourt (1719-1744), dochter van maarschalk François d'Harcourt (1689-1750).
Zij kregen twee kinderen:
- Adélaïde (1741-1822), trouwde met Joseph de Croÿ (1744-1839), hertog van Havré, de laatste mannelijke vertegenwoordiger van de familietak Croÿ-Havré.
- Anne Emmanuel van Croÿ (1743-1803), militair en lid van de Franse Staten-Generaal van 1789.

## Publicaties
- Mémoires de ma vie, handschrift.
- David BENOIST, Emmanuel de Croÿ (1718-1784) "Mémoires de ma vie" (carnets 32, 33 & 34, 21 juli 1747 tot 17 mei 1748), kritische uitgave, masterscriptie, Parijs, Sorbonne, 1997.
- Elisabeth HERGETH, Erinnerungen meines Lebens: Eine Reise durch den Westen des Heiligen Römischen Reiches, Duitse vertaling, Münster, Agenda-Verlag, 1999, ISBN 3-89688-037-3.
- * Hans PLESCHINSKI, Nie war es herrlicher zu leben. Das geheime Tagebuch des Herzogs von Croÿ, 1718–1784, München,Verlag C. H. Beck, 2011, ISBN 978-3-406-62170-3.
- Mémoires sur le passage par le Nord, 1782.

## In de literatuur
Emanuel van Croÿ is het hoofdpersonage van een historische roman van Marion Sigaut over de affaire-Damiens: Mourir à l'ombre des Lumières, l'énigme Damiens (2010). De schrijfster heeft hiervoor geput uit zijn memoires, dagboeken en het officiële onderzoeksverslag dat hij aan het Parlement van Parijs bezorgde.